# Enrico Boggio Lera

Da sinistra: il figlio Franco, Enrico Boggio-Lera, la figlia Clara, la moglie Virginia Manca, e il figlio Renato

Enrico Boggio Lera (Bardonecchia, 6 marzo 1862 – Catania, 7 novembre 1956) è stato un fisico e matematico italiano.

## Biografia
Enrico Boggio Lera nacque il 6 marzo 1862 a Bardonecchia, dove suo padre Lorenzo, ingegnere, si era trasferito da Biella perché impegnato, per le ferrovie del Regno Sardo-Piemontese, nei lavori del traforo ferroviario del Frejus. Dopo la licenza liceale, vinse il concorso di ammissione alla R. Scuola Normale Superiore di Pisa, quindi si iscrisse alla Facoltà di Scienze dell'Università di Pisa.
Nel 1885, si laureò con lode in fisica matematica con Vito Volterra, e la sua tesi "Sulla cinematica dei mezzi continui" «fu pubblicata a spese dello Stato e venne richiesta da tutte le università europee, per il suo valore scientifico e la straordinaria chiarezza di esposizione».
Venticinquenne, Boggio Lera ottenne, nel 1887, una cattedra di insegnamento al R. Istituto Tecnico di Sassari, dove conobbe la sua futura moglie, Virginia Manca, figlia del primario medico di quella città, da cui avrà sette figli: Enrico, Benedetta, Carmela, Lorenzo, Renato, Franco e Clara.
Il 3 luglio 1890, la R. Scuola Normale Superiore di Pisa gli conferiva, con pieni voti, il diploma di Magistero (come abilitazione all'insegnamento nelle scuole pubbliche).
Nel 1892, fu trasferito a Catania presso il locale R. Istituto Tecnico (oggi, Istituto di Istruzione Superiore "C. Gemmellaro") e, a partire dal 1893, insegnò fisica e meccanica agraria anche nella locale Regia scuola di viticoltura ed enologia.
Nel 1900, la rivista L'elettricità (di Milano) pubblicò un estratto contenente i nomi di 204 scienziati italiani, tra cui l'allora trentottenne Enrico Boggio Lera, il cui apparecchio per la previsione dei temporali a distanza, presentato al "Congresso internazionale di meteorologia" di Parigi del 1900, aveva destato meraviglia ed interesse, venendo poi richiesto in molte stazioni meteorologiche del mondo.
Nel 1903, la R. Accademia dei Lincei gli conferì un premio per meriti scientifici, anche in relazione alla sua attività pionieristica nel campo della radiotelegrafia e dell'elettrotecnica applicata. La stessa accademia, lo premierà nuovamente nel 1905.
Nel 1904, conseguita, presso l'Università di Catania, la libera docenza in fisica sperimentale, insegnò alla Scuola Superiore di Magistero: "Matematica per chimici e naturalisti" a partire dal 1916-17, geodesia teoretica dal 1917 al 1924, meccanica razionale nell'anno accademico 1924-25 e chimica fisica dal 1925 al 1932. Nel 1933, andò in pensione, ma continuò nello studio e nella ricerca.
Il 1º ottobre 1923, venne nominato professore del Ruolo d'Onore della Pubblica Istruzione e, il 10 ottobre 1925,  Cavaliere dell'Ordine della Corona d'Italia, nonché Cavaliere Ufficiale, per gli eccezionali meriti di insegnante. Fu inoltre vice-presidente dell'Accademia Gioenia di Catania, della quale poi divenne – primo, in 139 anni di vita dell'Ente – socio emerito.
Boggio Lera diede, fra gli altri, importanti contributi alla chimica fisica e termodinamica, calcolando il calore molecolare di vaporizzazione dei liquidi, alla radiotelegrafia senza fili (compiendo, in anni precedenti il 1897, esperimenti di radiotrasmissione a breve distanza già prima di Guglielmo Marconi), alla cinematica dei mezzi continui e alla meteorologia, con la rilevazione elettrica dei fulmini. Realizzò inoltre, dopo aver appreso vagamente su giornali la notizia della scoperta dei raggi X da parte di Wilhelm Conrad Röntgen, per la prima volta in Italia, delle radiografie, ancor prima che venissero divulgate le tecniche adoperate da Röntgen, alcune delle quali sono ancora conservate presso il Museo dell'Istituto Tecnico "Carlo Gemmellaro" di Catania.

## Dediche in sua memoria
A Enrico Boggio Lera sono intitolati uno dei più importanti istituti secondari catanesi, il Liceo statale Enrico Boggio Lera, nonché una piccola piazza nei pressi dello stadio sportivo "Cibali" di Catania; il 23 maggio 1963, venne inaugurato, nel "viale degli Uomini Illustri" della Villa Bellini di Catania, un busto in bronzo per lui realizzato dallo scultore Emilio Greco.